# Феаки

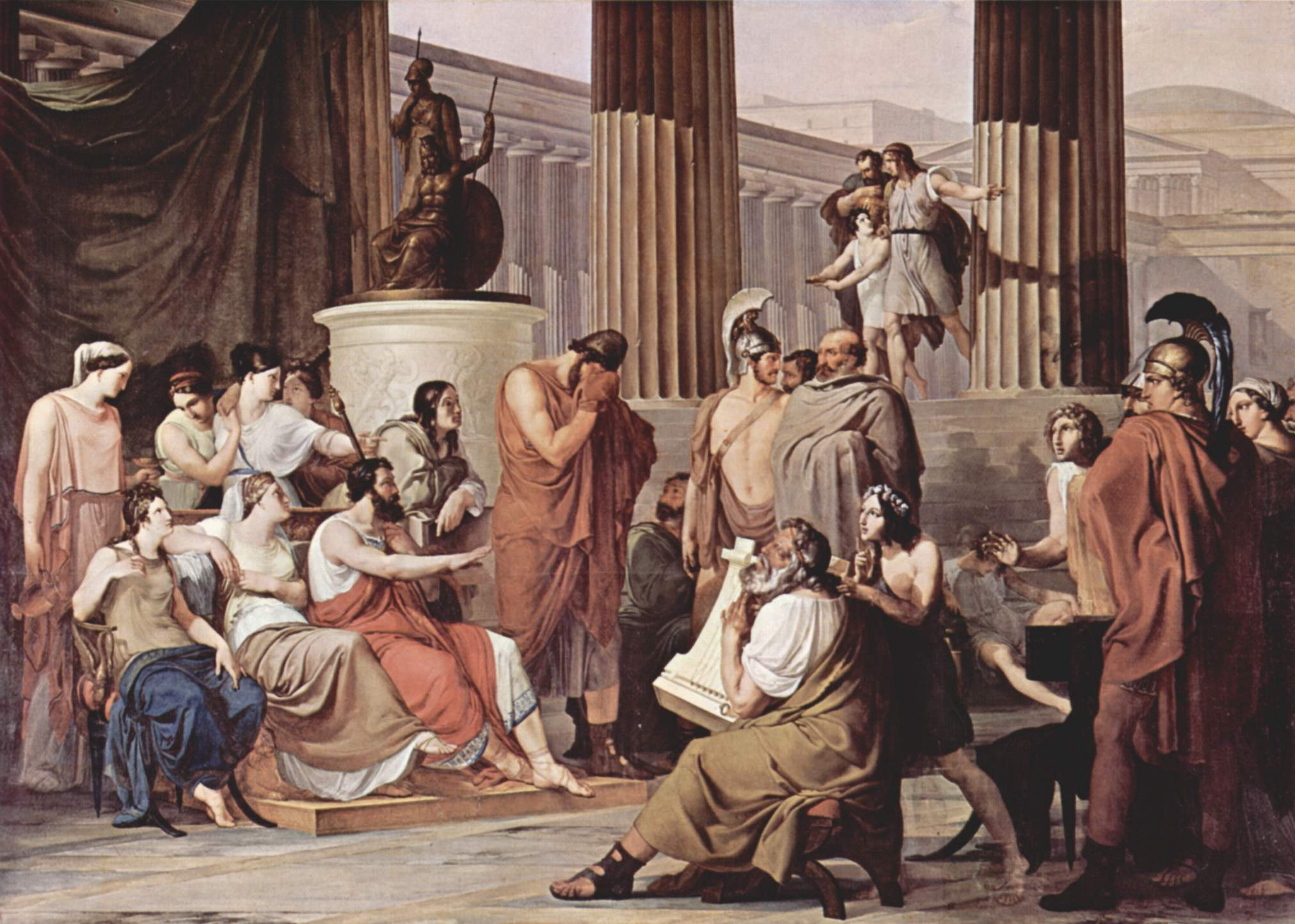
Одіссей в палаці Алкіноя

Феа́ки (грец. Φαίακες) — в «Одіссеї» мешканці острова Схерія (ототожнювався пізніше з Керкірою), до яких буря занесла Одіссея. Спочатку вони жили в Гіперії («Верхній країні»), недалеко від кіклопів, які їх витіснили.
Тоді феаки під проводом Посейдонового сина Навсітоя переселилися на Схерію. Коли Одіссей прибув до феаків, царем у них був син Навсітоя Алкіной, батько Навсікаї, яка перша зустріла володаря Ітаки на березі й допомогла йому дістатися до міста. Багатий, веселий, обдарований усіма благами природи феакський народ жив щасливим життям без чвар і турбот. Самі боги опікувалися феаками і часто з'являлися до них на бенкети.
Заступництво Посейдона зробило ф. чудовими мореплавцями, їхні кораблі самі знаходили шлях у морі, не боячись бур і туманів. Життя феаків минає, як вічне свято. Вони люблять музику і всілякі ігри, вдягаються багато, оселі в них чудові, з м'якими ложами, на яких вони відпочивають після теплої купелі. Описаний в епосі політичний лад ф., їхні суспільні відносини та релігійні вірування відбивають, мабуть, уявлення греків про життя доісторичних іонян. Очолював цей народ цар, влада якого була обмежена радою 12 старійшин. Як іоняни, феаки вірували в Зевса, Посейдона, Афіну, Гермеса, Аполлона й інших богів. Їм були відомі також міфічні розповіді про богів та героїв. Цураючись чужоземців, вони все-таки дотримувалися правил гостинності (загальногрецька риса); як іоняни, феаки полюбляли бенкети, ігри, танці, гімнастичні змагання.